# 노운하
노운하(盧運夏, 1960년 3월 ~ )은 경북 상주 출신의 기업인이다.

## 학력
- 1987년 성균관대학교 대학원 무역학과 졸업

## 약력
- 1987년 아남전자(주) 외자구매팀장, 수입상품팀장
- 2000년 미래통신(주) 관리부문장
- 2000년 파나소닉코리아(주) 영업마케팅 총괄부장
- 2006년 파나소닉코리아(주) 영업마케팅부문장
- 2010년 파나소닉코리아(주) 대표이사